# Алмаз Брахмы
«Алмаз Брахмы» (англ. The Brahma Diamond) — американский короткометражный драматический фильм Дэвида Уорка Гриффита.

## Сюжет
Фильм рассказывает о недобросовестном туристе, который хочет украсть алмаз и обманом заставляет молодую женщину ему помочь.

## В ролях
| Актёр            | Роль                |
| ---------------- | ------------------- |
| Гарри Солтер     | турист              |
| Джордж Гебхардт  | охранник            |
| Флоренс Лоуренс  |                     |
| Дэвид Майлз      |                     |
| Чарльз Инсли     | беспринципный индус |
| Артур В. Джонсон | палач               |
| Джон Р. Кампсон  | турист              |
| Эдвард Диллон    |                     |
| Роберт Херрон    |                     |
| Анита Хендри     | турист              |